# アン (オラニエ公妃)
アン（イギリス名：Princess Anne, Princess Royal and Princess of Orange, 1709年11月2日 - 1759年1月12日）は、イギリス王およびハノーファー選帝侯ジョージ2世と王妃キャロラインの長女。オランダ総督、オラニエ公ウィレム4世の妃。ドイツ名、オランダ名はアンナ（Anna von(van) Hannover）。

## 生涯
ハノーファーで生まれる。祖父ゲオルク・ルートヴィヒ選帝侯がイギリス王位を継承してジョージ1世となったのは5年後の1714年であり、父ゲオルク・アウグストが王位と選帝侯位を継承したのは1727年である。同年、王の長女の称号プリンセス・ロイヤルを授けられた。
1734年にオラニエ公ウィレム4世と結婚した。2人の間の子供のうち2人は流産し、3人は夭逝して、成人したのはカロリーナ（ナッサウ＝ヴァイルブルク侯カール・クリスティアンに嫁ぐ）、ウィレム5世（オラニエ公）の2人だった。
ウィレム4世は1747年にイギリスの後押しでオランダ連邦共和国の全州総督の地位に就いた。また、この総督職は世襲が正式に定められた。ウィレム4世が1751年に死去すると、ウィレム5世は3歳でオラニエ公を継承し、アンは1759年に死去するまで後見した。